# أوزونا
أوزونا (بالإنجليزية: Ozona)‏ هي مدينة أمريكية تقع في ولاية تكساس.تبلغ مساحة هذه المدينة 12.1 (كم²)،ويبلغ عدد سكانها 3436 نسمة حسب إحصاء سنة 2010 م. تشير إحصاءات سنة 2000م بأن الكثافة السكانية في هذه المدينة تقدر بـ(283.6) نسمة/كم2.

## التركيبة السكانية
حدّد مكتب تعداد الولايات المتحدة بيانات التركيبة السكانية لأوزونا في تعداد الولايات المتحدة. في ما يلي، التركيبة السكانية حسب تعدادي 2000 و2010.

### تعداد عام 2000
بلغ عدد سكان أوزونا 3,436 نسمة بحسب تعداد عام 2000، وبلغ عدد الأسر 1,255 أسرة وعدد العائلات 920 عائلة مقيمة في المنطقة السكنية. في حين سجلت الكثافة السكانية 284 نسمة لكل كيلومتر مربع (735.6/ميل2). وبلغ عدد الوحدات السكنية 1,514 وحدة بمتوسط كثافة قدره 125.1 لكل كيلومتر مربع (324.0/ميل2).
وتوزع التركيب العرقي للمنطقة السكنية بنسبة 74.62% من البيض و0.81% من الأمريكيين الأفارقة و0.67% من الأمريكيين الأصليين و0.32% من الأمريكيين ذوي الأصول الآسيوية و0.03% من سكان جزر المحيط الهادئ و20.93% من الأعراق الأخرى و2.62% من عرقين مختلطين أو أكثر و60.13% من الهسبانيون أو اللاتينيون من أي عرق.
بلغ عدد الأسر 1,255 أسرة كانت نسبة 44.5% منها لديها أطفال تحت سن الثامنة عشر تعيش معهم، وبلغت نسبة الأزواج القاطنين مع بعضهم البعض 58.7% من أصل المجموع الكلي للأسر، ونسبة 10.7% من الأسر كان لديها معيلات من الإناث دون وجود شريك، بينما كانت نسبة 3.9% من الأسر لديها معيلون من الذكور دون وجود شريكة وكانت نسبة 26.7% من غير العائلات. تألفت نسبة 24.8% من أصل جميع الأسر من عدة أفراد يعيشون في نفس المنزل ونسبة 12.7% كانت تتألف من شخص يعيش بمفرده يبلغ من العمر 65 عاماً أو أكثر. وبلغ متوسط حجم الأسرة المعيشية 2.71، أما متوسط حجم العائلات فبلغ 3.25.
بلغ العمر الوسطي للسكان 35.6 عاماً. وكانت نسبة 30.3% من القاطنين تحت سن الثامنة عشر، وكانت نسبة 7.4% بين الثامنة عشر والرابعة والعشرين عاماً، ونسبة 26.8% كانت واقعةً في الفئة العمرية ما بين الخامسة والعشرين والرابعة والأربعين عاماً، ونسبة 23% كانت ما بين الخامسة والأربعين والرابعة والستين، ونسبة 11.3% كانت ضمن فئة الخامسة والستين عاماً فما فوق. يوجد لكل 100 أنثى 96.0 ذكر، ويوجد لكل 100 أنثى في الثامنة عشر من عمرها فما فوق 95.6 ذكر.
بلغ متوسط دخل الأسرة في المنطقة السكنية 28,565 دولارًا، أما متوسط دخل العائلة فبلغ 33,017 دولارًا. وكان متوسط دخل الذكور 30,988 دولارًا مقابل 14,024 دولارًا للإناث. وسجل دخل الفرد الخاص بالمنطقة السكنية 13,152 دولارًا. وكانت نسبة 16.8% من العائلات ونسبة 21.5% من السكان تحت خط الفقر، وكان من هؤلاء نسبة 27.5% تحت سن الثامنة عشر ونسبة 20.5% في الخامسة والستين من العمر وما فوق.

### تعداد عام 2010
بلغ عدد سكان أوزونا 3,225 نسمة بحسب تعداد عام 2010، وبلغ عدد الأسر 1,195 أسرة وعدد العائلات 888 عائلة مقيمة في المنطقة السكنية. في حين سجلت الكثافة السكانية 266.5 نسمة لكل كيلومتر مربع (690.2/ميل2). وبلغ عدد الوحدات السكنية 1,393 وحدة بمتوسط كثافة قدره 115.1 لكل كيلومتر مربع (298.1/ميل2).
وتوزع التركيب العرقي للمنطقة السكنية بنسبة 82.08% من البيض و0.71% من الأمريكيين الأفارقة و0.93% من الأمريكيين الأصليين و0.31% من الأمريكيين ذوي الأصول الآسيوية و0.09% من سكان جزر المحيط الهادئ و14.02% من الأعراق الأخرى و1.86% من عرقين مختلطين أو أكثر و68.25% من الهسبانيون أو اللاتينيون من أي عرق.
بلغ عدد الأسر 1,195 أسرة كانت نسبة 39.3% منها لديها أطفال تحت سن الثامنة عشر تعيش معهم، وبلغت نسبة الأزواج القاطنين مع بعضهم البعض 57.8% من أصل المجموع الكلي للأسر، ونسبة 10.5% من الأسر كان لديها معيلات من الإناث دون وجود شريك، بينما كانت نسبة 5.9% من الأسر لديها معيلون من الذكور دون وجود شريكة وكانت نسبة 25.7% من غير العائلات. تألفت نسبة 22.8% من أصل جميع الأسر من عدة أفراد يعيشون في نفس المنزل ونسبة 9.5% كانت تتألف من شخص يعيش بمفرده يبلغ من العمر 65 عاماً أو أكثر. وبلغ متوسط حجم الأسرة المعيشية 2.66، أما متوسط حجم العائلات فبلغ 3.11.
بلغ العمر الوسطي للسكان 38.1 عاماً. وكانت نسبة 27.8% من القاطنين تحت سن الثامنة عشر، وكانت نسبة 6.8% بين الثامنة عشر والرابعة والعشرين عاماً، ونسبة 24.2% كانت واقعةً في الفئة العمرية ما بين الخامسة والعشرين والرابعة والأربعين عاماً، ونسبة 27.2% كانت ما بين الخامسة والأربعين والرابعة والستين، ونسبة 14% كانت ضمن فئة الخامسة والستين عاماً فما فوق. وتوزع التركيب الجنسي للسكان بنسبة 48.4% ذكور و51.6% إناث.

## أعلام
- بريت جدعون
- ديك هاتاور